# Szkoła Lingbao
Szkoła Lingbao (chiń. upr. 灵宝派; chiń. trad. 靈寶派; pinyin Língbǎo pài; dosł. „Szkoła Świętego Klejnotu”) – szkoła taoistyczna, powstała na przełomie IV i V wieku.
Doktryna szkoły Lingbao przywiązuje wielką wagę do skrupulatnego wypełniania obrzędów liturgicznych i przestrzegania rytuału. Redakcja tekstów kanonicznych szkoły jest dziełem Lu Xiujinga (陆修静, 406-477). Rozbudowany rytuał doprowadził do wykształcenia się obdarzonej dużymi przywilejami warstwy kapłańskiej, pełniącej rolę pośredników między wiernymi i bogami, nieobecnej lub ledwie zarysowanej w kładących nacisk na samodzielną praktykę innych tradycjach taoistycznych.
Nauki Lingbao rozwijały się pod silnym wpływem buddyzmu, skąd zapożyczono koncepcje współczucia ze wszystkimi istotami żyjącymi i pomoc im w osiągnięciu zbawienia. Zbawienie rozumiane jest na sposób taoistyczny jako nieśmiertelność. W tym wypadku jest to zmartwychwstanie mające nastąpić po końcu świata, jako że szkoła Lingbao rozwinęła oryginalne nauki apokaliptyczne, często z wątkami mesjańskimi zapowiadającymi powtórne nadejście Laozi.